# Finn Junge-Jensen
Finn Junge-Jensen (født 31. maj 1944 på Frederiksberg) er en dansk økonom, der fra 1987 til 2009 var rektor for Copenhagen Business School.

## Biografi
Efter studentereksamen fra Falkonergårdens Gymnasium og HF-kursus i 1963 gennemførte han i 1968 en MBA-uddannelse fra University of Wisconsin-Madison. I 1994 blev han desuden dr.econ. h.c. fra Plekhanov-akademiet for økonomi i Moskva.
Han var fra 1971 ansat ved Institut for Organisation og Arbejdssociologi ved Handelshøjskolen i København, blev lektor samme sted i 1978. Fra 1982 til 1985 var han desuden dekan for det økonomiske fakultet. Her udviklede han sammen med dekanen for det sproglige fakultet SPRØK-uddannelsen, der kombinerede netop økonomi og sprog.
Han blev i 1987 udpeget som universitetets rektor. Da han i august 2009 blev fyret som rektor, fortsatte han som vice dean for HD-uddannelserne.
Siden 2009 har Finn Junge-Jensen været bestyrelsesmedlem i Politiken-Fonden. Han har meddelt, at han trækker sig i 2026. Frem til 2024 var han tillige formand for fonden. Han er desuden bestyrelsesmedlem i Diakonissestiftelsen og medlem af bestyrelsen for Gammel Holtegaard.
Finn Junge-Jensen har siden 2009 været ridder af 1. grad af Dannebrog.

### Årene som rektor
Under hans ledelse blev CBS samlet i en række nye bygninger Frederiksberg efter at have haft til huse mange steder rundt i København. Samtidig voksede universitetet markant, så der var mere end dobbelt så mange studerende. Således var der 20.000 indskrevne, da han stoppede som rektor. Der blev også sat gang i en internationalisering med flere udenlandske forskere og mere samarbejde med andre universiteter. Endelig var det også under hans ledelse, at universitetet skiftede navn fra Handelshøjskolen i København til Copenhagen Business School, ligesom antallet af uddannelser voksede, ikke mindst takket være nye videnskabelige områder som humaniora og samfundsvidenskab.
CBS var under Finn Junge-Jensens ledelse også præget af rod i økonomien. I 2005 gav Copenhagen Business School således underskud, og i årene 2002-2006 tabte universitetet samlet 54 millioner kroner.
Det kom i 2009 frem i Jyllands-Posten, at det rod også omfattede hans egen løn. Da han i 1987 var blevet rektor, fortsatte han med at modtage et såkaldt lektortillæg på 170.000 kroner årligt, selv om han ikke længere fungerede som lektor. 30.000 kroner blev tilbagebetalt, mens det lykkedes Finn Junge-Jensen at beholde resten. Avisens aktindsigter viste også, at hans tidligere hustru, professor Majken Schultz, flere gange fik den højeste bonus.
Det viste sig også i 2009, at Finn Junge-Jensen havde udlovet 45 millioner kroner fra rektorpuljen, selv om denne kun rummede cirka 16 millioner kroner. Det blev først opdaget efter hans fratræden, og bevillingerne måtte derfor trækkes tilbage. Efterfølgende blev puljen ændret, så den siden har været administreret af ikke blot rektor, men af den samlede direktion. Sagen førte til, at Finn Junge-Jensen stoppede som vice dean efter blot få måneder på posten.